# Pheia flavilateralis
Pheia flavilateralis är en fjärilsart som beskrevs av M.Gaede 1926. Pheia flavilateralis ingår i släktet Pheia och familjen björnspinnare. Inga underarter finns listade i Catalogue of Life.